# Костел св.Казимира Королевича у Кракові (вул. Реформацька)
50°03′53″ пн. ш. 19°56′10″ сх. д. / 50.06472222° пн. ш. 19.93611111° сх. д.

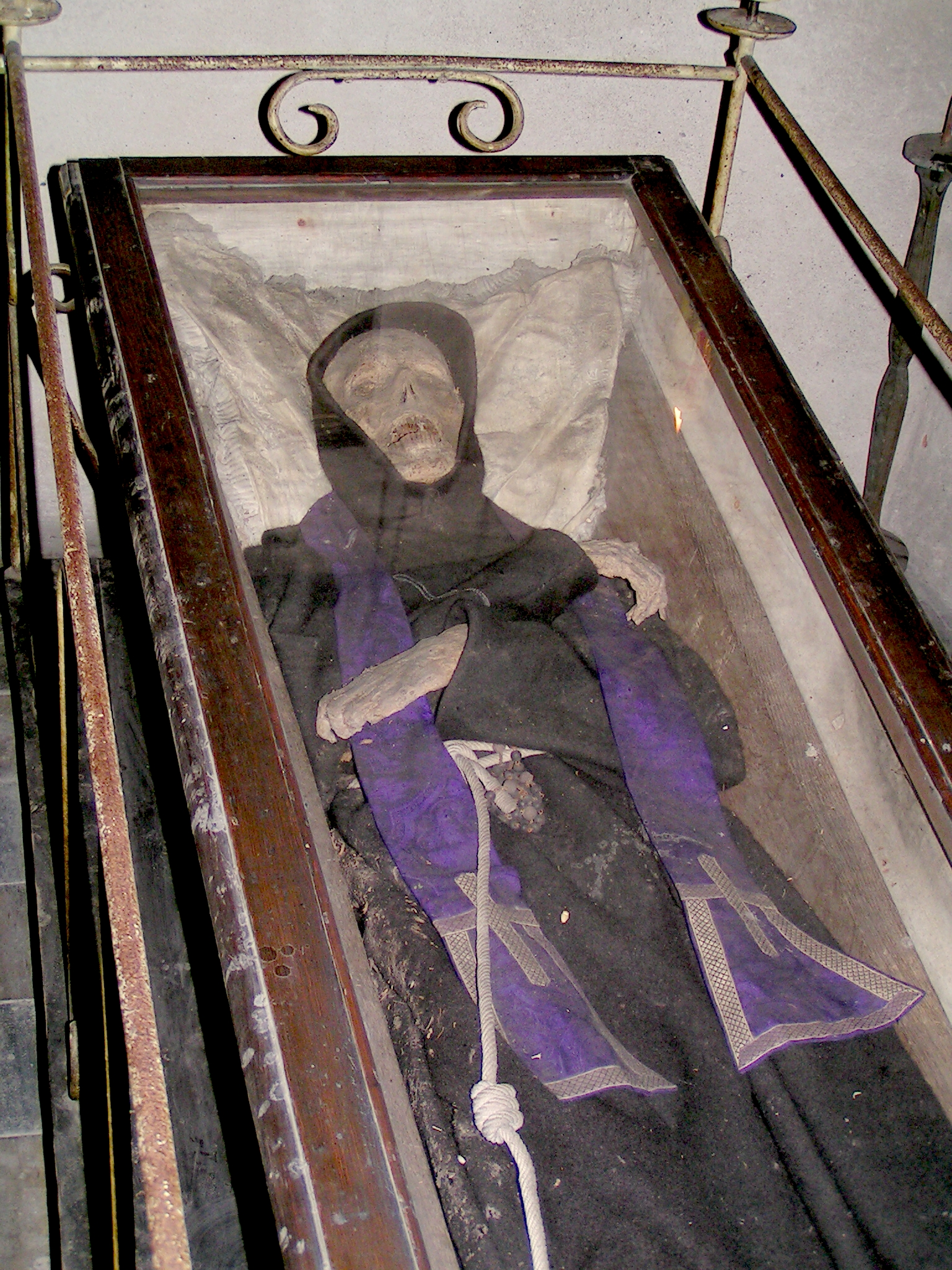
Катакомби — труна з тілом отця Себастьяна Волицького

Костел святого Казимира Королевича — римо-католицький конвентуальний костел з монастирем реформатів, розташований у Кракові в Старому місті на вул. Реформацькій, 2–4.

## Історія
Реформати прибули до Польщі в 1622 році, а в 1625 році оселилися в Кракові в Гарбарському передмісті. Костел був завершений в 1640 році завдяки щедрості Зузанни Амендувни, яка у своєму заповіті 1644 року також подарувала образ Мадонни, славний чудесами, що зберігся донині в бічному вівтарі. Цей перший костел реформатів згорів під час шведського потопу.
У 1658 році монахи оселилися на сьогоднішній вулиці Реформацькій у садибі, подарованій їм Станіславом Варшицьким, каштеляном краківським. У 1666 році єпископ-суфраган Микола Оборський освятив фундаментний камінь для нинішнього храму. Головним благодійником костелу і монастиря був Францішек Шембек, староста бецький і каштелян кам'янецький. Освячення нового барокового храму також у 1672 році здійснив єпископ Микола Оборський.

## Архітектура
У верхній частині фасаду є три неглибокі напівкруглі ніші з бароковими барельєфами святих: князя Казимира, Антонія та Петра Алькантари. Всередині костелу є пізньобарокові вівтарі 1745–1748 років. Згідно з правилом Чину Реформатів, розп'яття завжди розміщується в головному вівтарі. Покровитель церкви св. Казимир має свій образ у бічному вівтарі (перший зліва). У наступні роки над розписами бічних вівтарів працювали: Міхал Стахович, малюючи образ «Святої Катерини Олександрійської» у 1800 році та Войцех Ельяш-Радзіковський у 1842 році, малюючи «Бачення святого Антонія» та образ «святого Петра з Алькантари». Розписи на склепінні костелу походять з 1904 року і є роботою Олександра Мрочковського.
У 1901 році до правого боку нави прибудовано каплицю. Найдавніший образ Ісуса Милосердного, що зберігся ще з першого костелу, був розміщений у вівтарі.

## Дзвіночок
На стіні монастиря зберігся дзвін для вмираючих (у такі дзвони дзвонили, коли помирала близька людина), підвішений на дерев’яній конструкції, покритій дахом. Нижче розміщена табличка з чорного мармуру, що стосується фундаменту дзвону в 1750 році.

## Склепи
У підвалі костелу знаходяться склепи, в яких поховані померлі з 1672 року. У склепах поховали тисячу людей - ченців і мирян. У підземеллі знаходиться близько 60 трун. Кілька трун закриті скляними кришками, встановленими в 1970-х роках. XX ст.

## Хресна дорога
Ділянка на протилежному боці вулиці Реформацької, передана ордену в 1735 році, використовувалася під кладовище. Мур, що відокремлює цю ділянку від вулиці, був зведений у 1863 році. Нині тут залишилися станції Хресної дороги у вигляді капличок із глибокими нішами для розписів. Картини Страстей були написані Міхалом Стаховичем у 1814–1816 роках. Між станціями вмуровані епітафії з чорного мармуру. Серед них меморіальна дошка Мавгожати Стахович, уродженої Кобилицької (пом. 1822), дружини згаданого вище художника Міхала Стаховича.

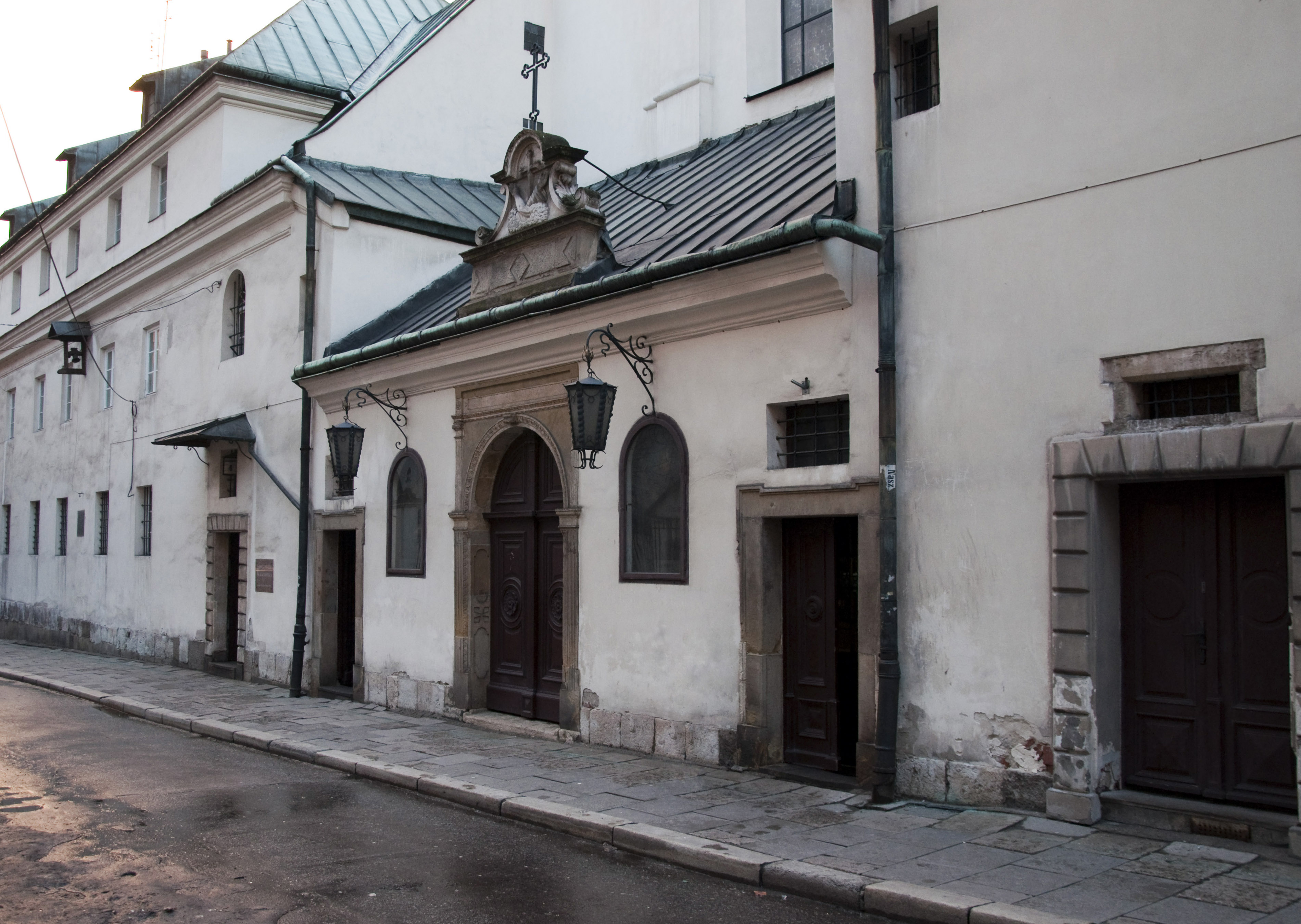
Вхід до костелу
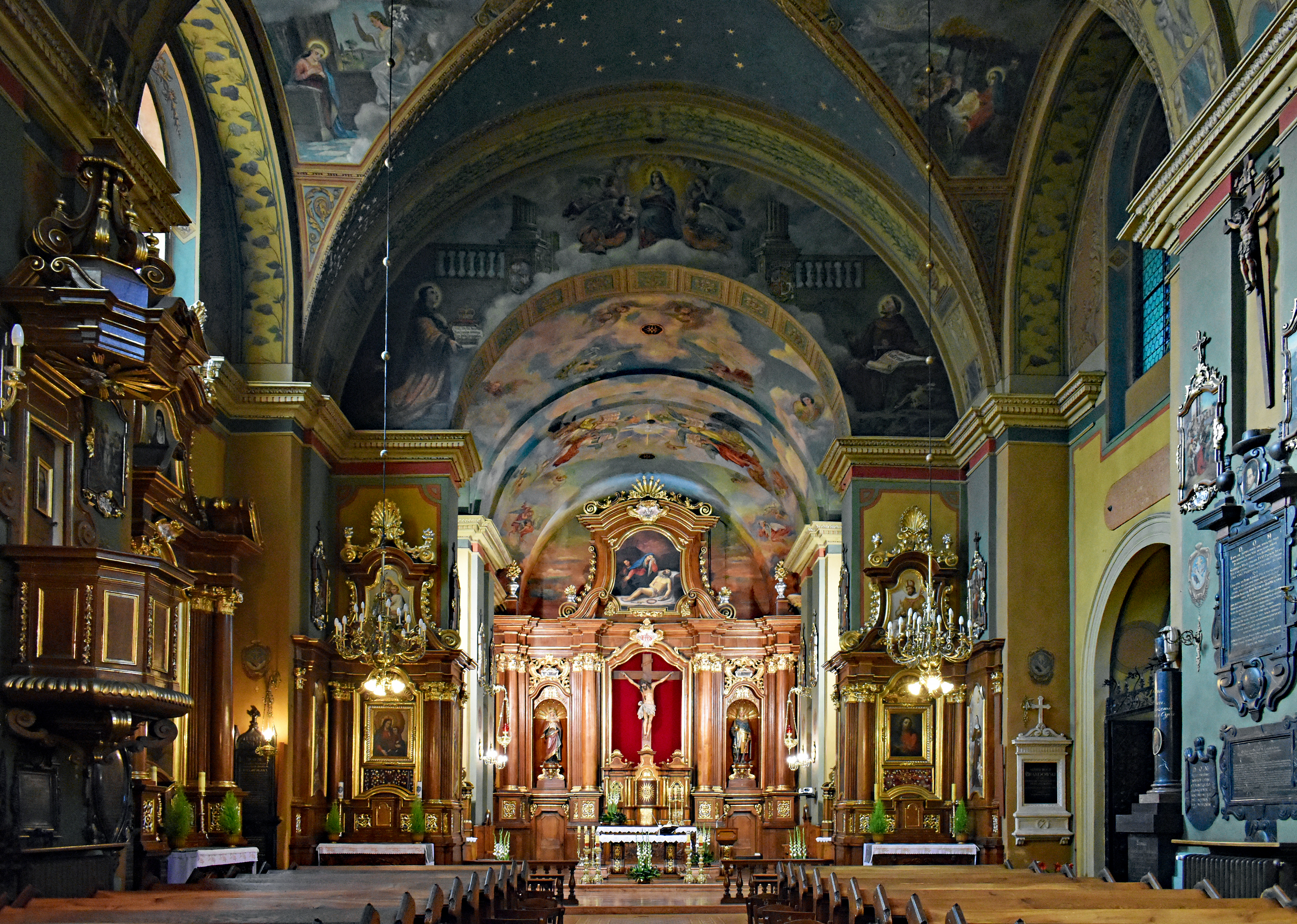
Інтер'єр
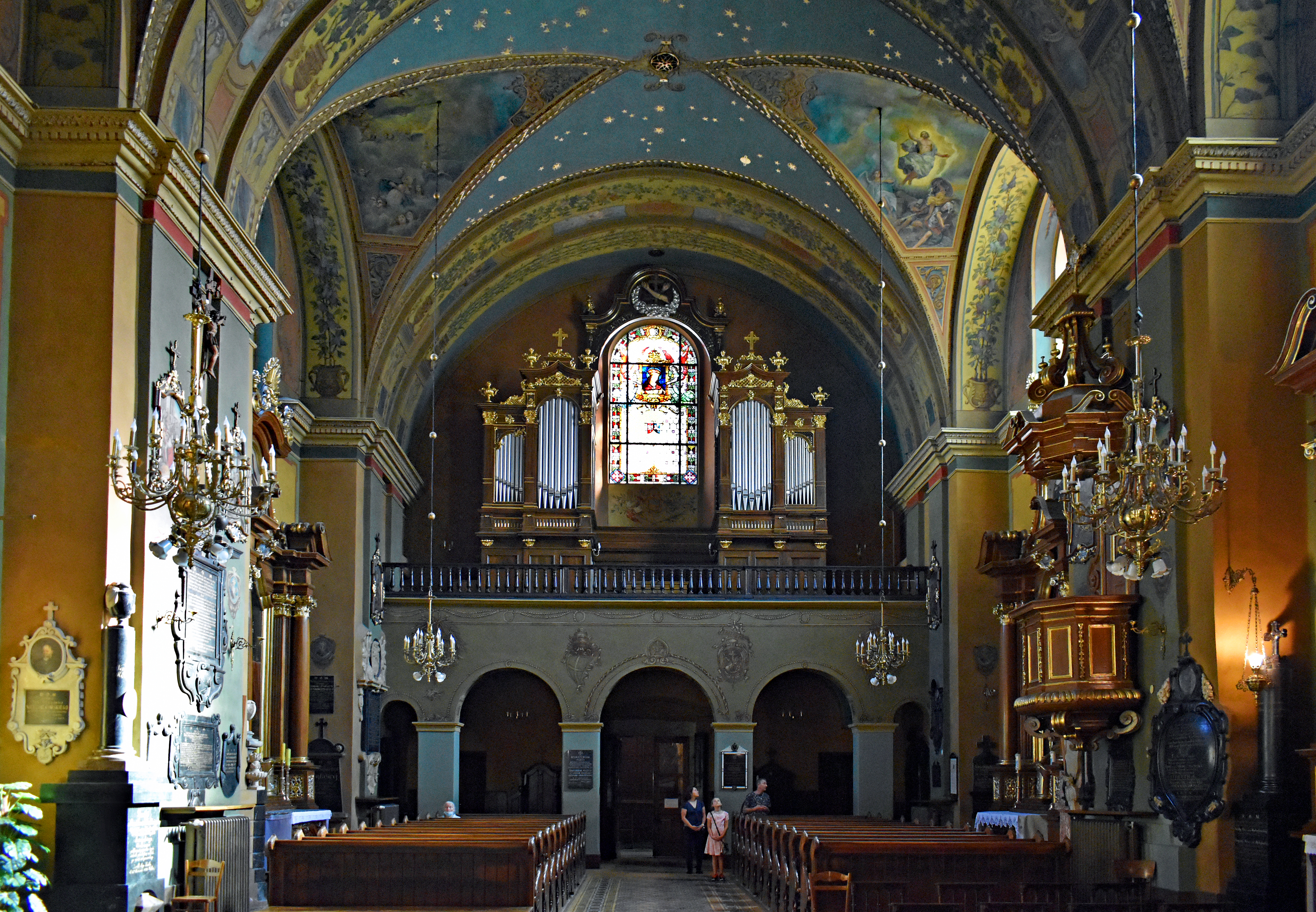
Огляд інтер'єру з боку головного вівтаря
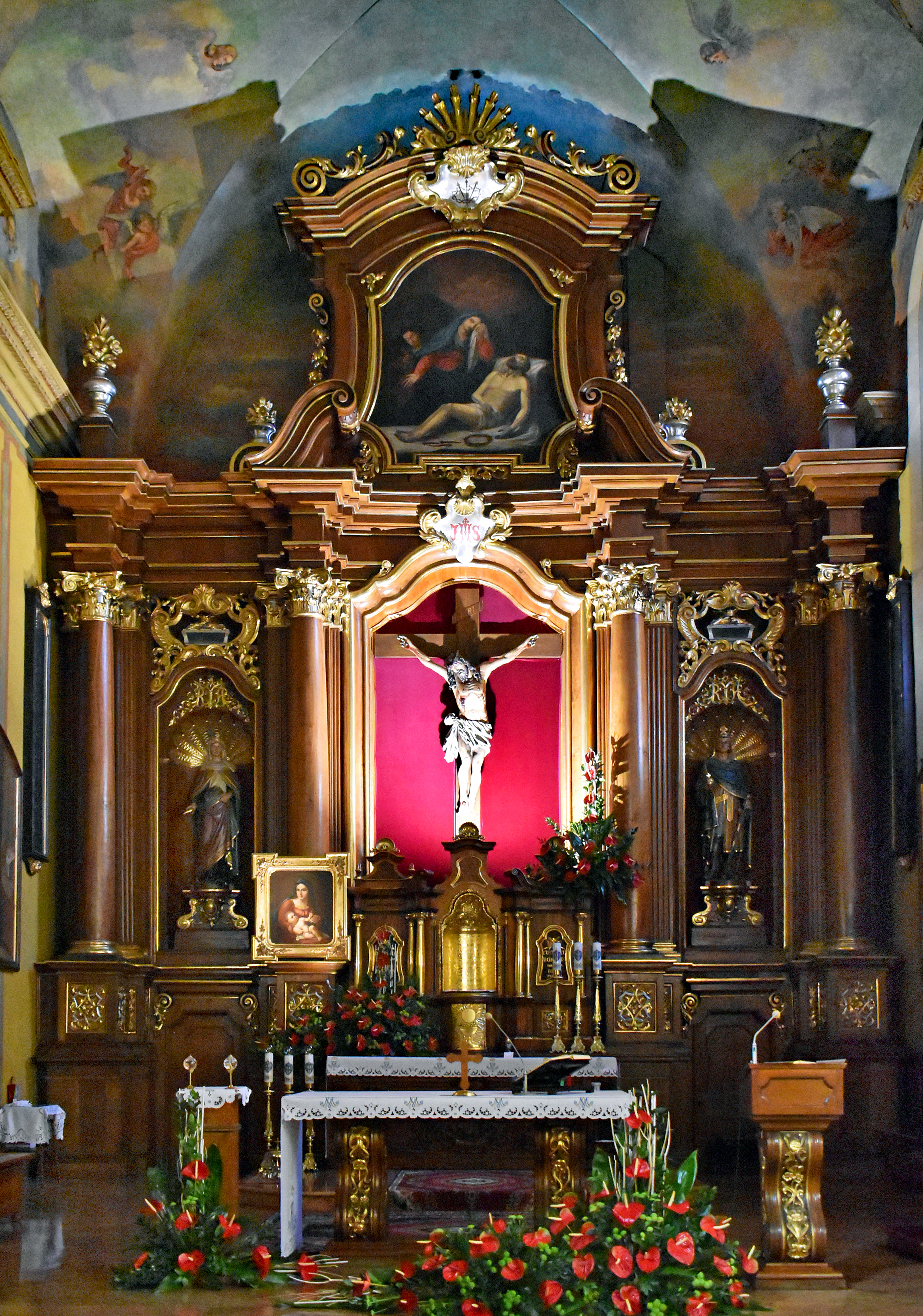
Головний вівтар
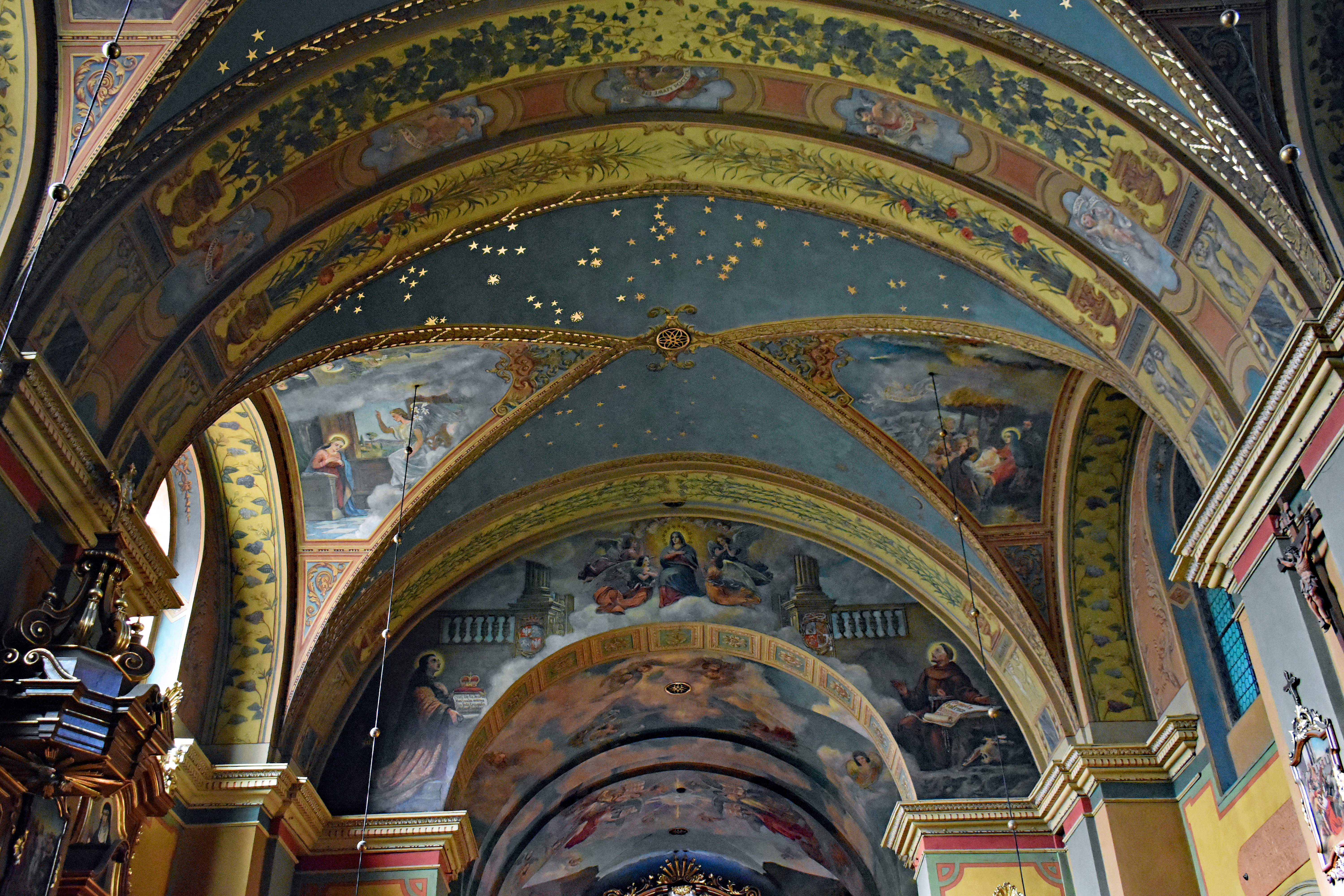
Поліхромії на склепінні виконані Олександром Мрочковським у 1904 році
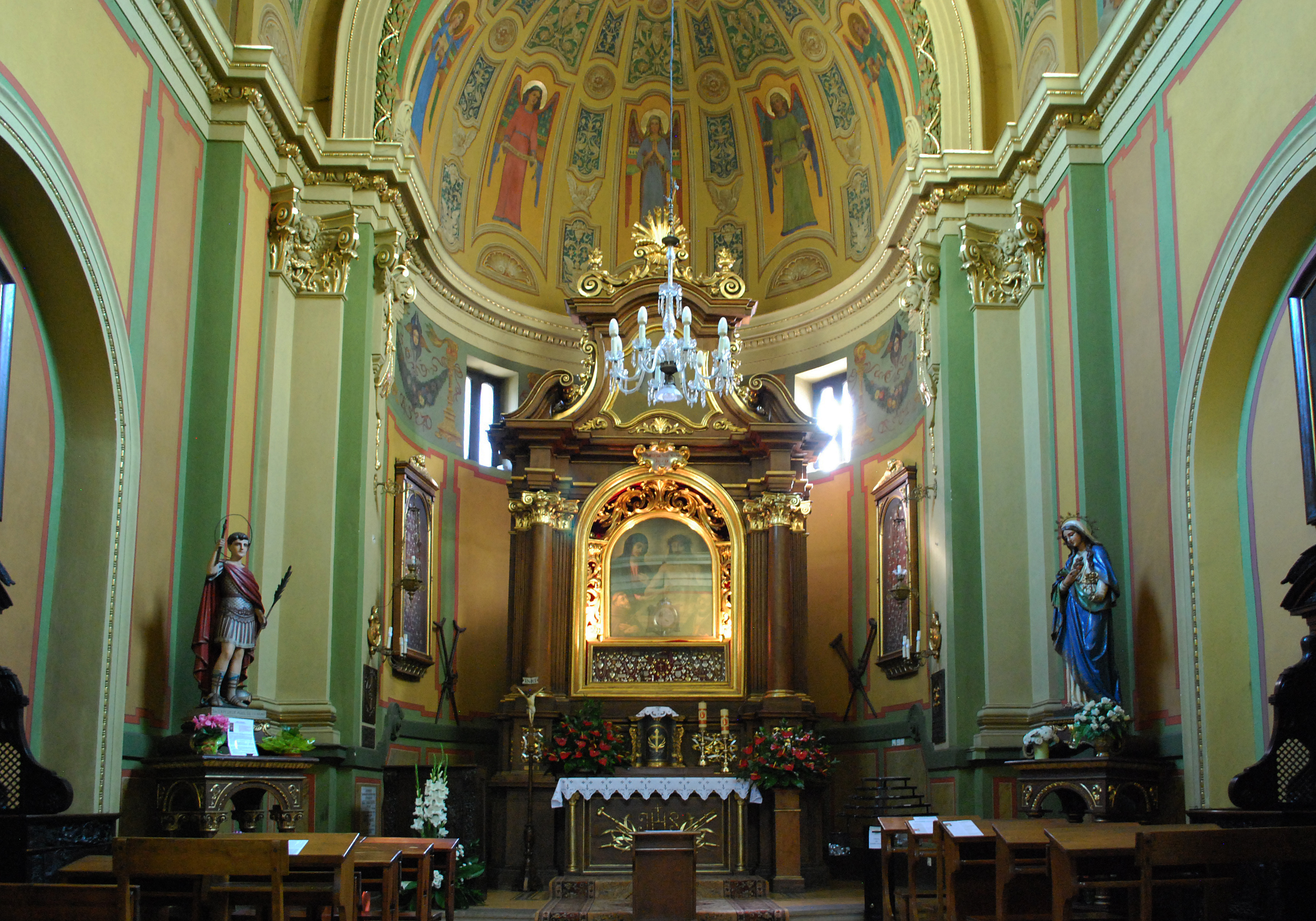
Каплиця Ісуса Милосердного
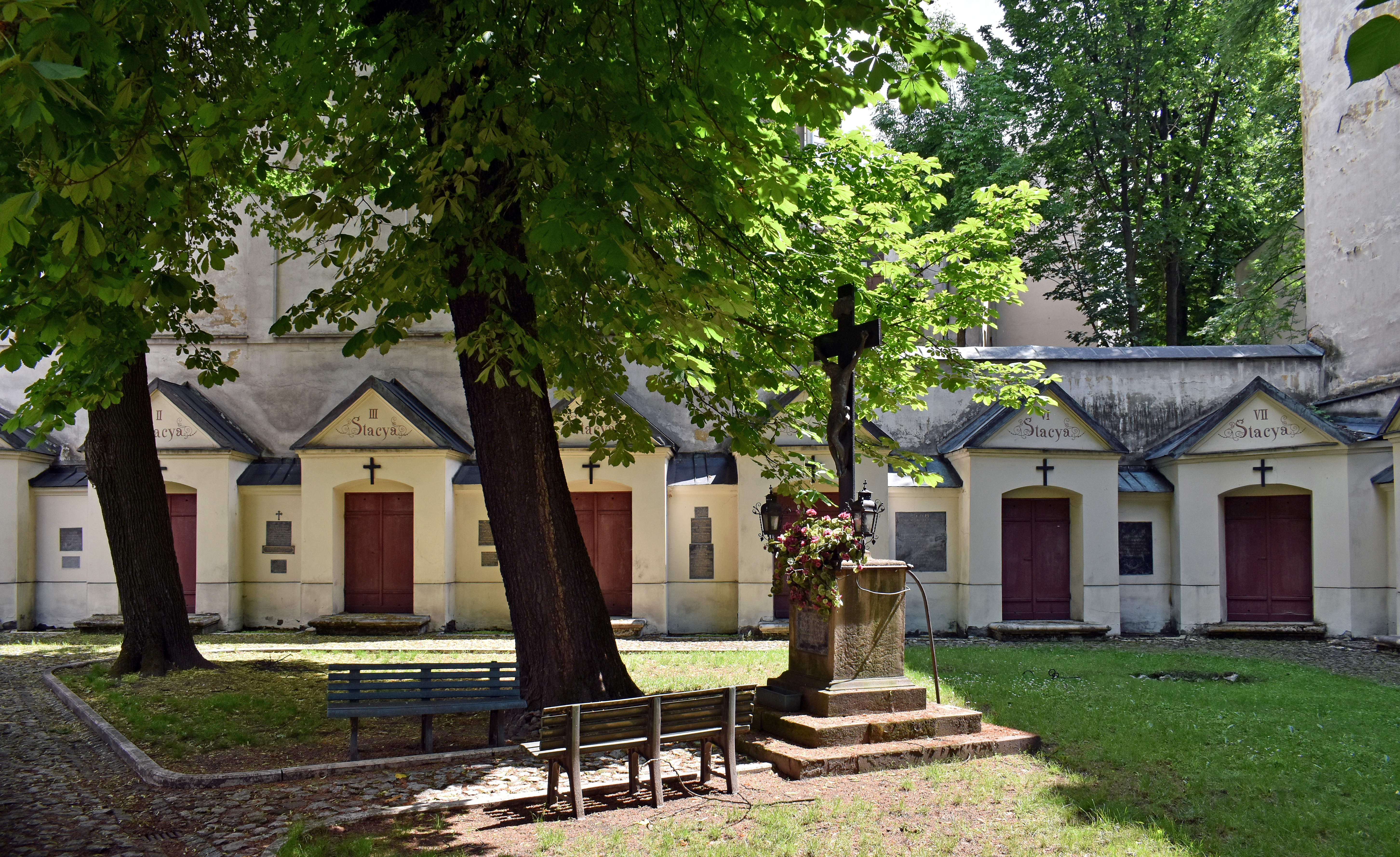
Хресна дорога